# Undead Indeed
Undead Indeed — первый DVD финской хеви-метал-группы Tarot, вышедший в 2008 году. DVD записывался 17 августа 2007 года в клубе «Rupla», что в Куопио.
Композиции с DVD также вышли в виде двухдискового издания лимитированным тиражом в тысячу копий.

## DVD

### Список композиций (DVD 1)
1. Crows Fly Black
2. Traitor
3. Pyre Of Gods
4. Wings Of Darkness
5. Back In The Fire
6. Tides
7. Bleeding Dust
8. Veteran Of The Psychic Wars (кавер на песню группы Blue Öyster Cult)
9. Angels Of Pain
10. Warhead
11. Follow Me Into Madness
12. Before The Skies Come Down
13. Ashes To The Stars
14. Undead Son
15. You
16. Crawlspace
17. Rider Of The Last Day
18. I Rule

### Бонусный материал (DVD 2)
- Интервью с Марко и Захари Хиетала
- Stigmata Archives
- 21st Century Live Scenes
- Видеоклип Pyre Of Gods
- Видеоклип Ashes To The Stars

## CD

Обложка двухдискового издания Undead Indeed

### Список композиций (CD 1)
1. Crows Fly Black
2. Traitor
3. Pyre Of Gods
4. Wings Of Darkness
5. Back In The Fire
6. Tides
7. Bleeding Dust
8. Veteran Of The Psychic Wars
9. Angels Of Pain
10. Warhead

### Список композиций (CD 2)
1. Follow Me Into Madness
2. Before The Skies Come Down
3. Ashes To The Stars
4. Undead Son
5. You
6. Crawlspace
7. Rider Of The Last Day
8. I Rule
9. Guardian Angel (бонус-трек)
10. Things That Crawl At Night (бонус-трек)

## Участники записи
- Марко Хиетала — вокал, бас-гитара
- Сакари «Захари» Хиетала — гитара
- Янне Тольса — клавишные
- Пеку Киннари — ударные
- Томми Сальмела — бэк-вокал, семплы